# Euphorbia peisonis
Euphorbia peisonis är en törelväxtart som beskrevs av Karl Heinz Rechinger. Euphorbia peisonis ingår i släktet törlar, och familjen törelväxter. Inga underarter finns listade i Catalogue of Life.